# Mohamed Youssef
Mohamed Youssef Abdel Razik (arab. ‏محمد يوسف عبد الرازق‎; ur. 9 października 1970 w Kairze) – egipski piłkarz grający na pozycji obrońcy. W swojej karierze rozegrał 77 meczów w reprezentacji Egiptu.

## Kariera klubowa
Karierę piłkarską Youssef rozpoczął w klubie Al-Ahly Kair. W jego barwach zadebiutował w sezonie 1990/1991 w pierwszej lidze egipskiej. Wraz z zespołem Al-Ahly sześciokrotnie wywalczył mistrzostwo Egiptu (sezony: 1993/1994, 1994/1995, 1995/1996, 1996/1997, 1997/1998, 1998/1999). Czterokrotnie zdobył Puchar Egiptu (1991, 1992, 1993, 1996). Z Al-Ahly zwyciężał także w rozgrywkach międzynarodowych. Wygrał Puchar Zdobywców Pucharów w 1993 roku, Arabską Ligę Mistrzów w 1996 roku, Arabski Superpuchar (1997, 1998) i Arabski Puchar Zdobywców Pucharów w 1995 roku.
Latem 1999 roku Youssef odszedł z Al-Ahly i wyjechał do Turcji, gdzie został zawodnikiem klubu Denizlispor. W lidze tureckiej zadebiutował 8 sierpnia 1999 w wygranym 1:0 wyjazdowym meczu z Erzurumsporem. W Denizlisporze spędził 2 lata.
W 2001 roku Youssef przeszedł do Diyarbakırsporu. Swój debiut w nim zanotował 11 sierpnia 2001 w spotkaniu z Gençlerbirliği (4:4). W Diyarbakırsporze grał przez rok.
W 2002 roku Youssef wrócił do Egiptu. Do 2004 roku grał w ENPPI Club.

## Kariera reprezentacyjna
W reprezentacji Egiptu Youssef zadebiutował 11 lipca 1993 roku w zremisowanym 1:1 meczu eliminacji Pucharu Narodów Afryki 1994 z Marokiem. W 1994 roku został po raz pierwszy w karierze powołany do kadry na Puchar Narodów Afryki, jednak nie wystąpił na nim w żadnym meczu.
W 1998 roku Youssef zagrał w 3 meczach Pucharu Narodów Afryki 1998, który Egipt wygrał: z Mozambikiem (2:0), z Zambią (4:0) i z Marokiem (0:1).
W 1999 roku Youssef wystąpił w 3 spotkaniach Pucharu Konfederacji 1999 w Meksyku: z Boliwią (2:2), z Meksykiem (2:2) i z Arabią Saudyjską (1:5).
Z kolei w 2000 roku Youssef został powołany do kadry na Puchar Narodów Afryki 2000. Na tym turnieju był rezerwowym i nie rozegrał żadnego spotkania. Od 1993 do 2001 roku rozegrał w kadrze narodowej 77 meczów.